# Stephanie Nuttal
Stephanie Nuttal (n. 1954) es una exbaterista inglesa, más conocida en Argentina por su rol como miembro original y cofundadora de la banda de rock nacional argentina Sumo. Nuttal tenía previamente reconocimiento en la escena post-punk de Mánchester como integrante de Manicured Noise, habiendo tocado la batería en este último.

## Biografía

### Mánchester y Londres
Nacida en 1954 en Mánchester, Inglaterra, el interés por la música le vino desde sus primeros años, ya que cantaba en el coro de su colegio, además de tocar el violín y la melódica. 
Tras dejar el hogar de sus padres, forma Manicured Noise, en 1978, junto a su novio de entonces, Owen Gavin, dedicándose a tocar la batería, y este último a la voz principal. La banda había transitado desde sus comienzos con sonidos más avant-garde a lo más convencional, y tuvo entre sus filas a los guitarristas Steve Walsh (de The Flowers of Romance, que comprendía a Sid Vicious y futuros miembros de The Slits) y Arthur Kadmon (admirado guitarrista en Mánchester, quien luego pasó a formar parte de célebres pero fracasadas bandas de esa zona, Ludus y The Distractions), a Jodie Taylor en bajo y Peter Bannister en saxofón.
Owen y Kadmon saldrían y serían reemplazado por Walsh. Aquellos años, Mánchester conformaba una escena con raíces en el punk pero que pronto iría evolucionando a sonidos más variables, figurando dentro de la escena Manicured Noise, pero, a pesar de la admiración (la cual era departe, entre otros, de Siouxsie And The Banshees o Wire), sin conseguir triunfo, no llegando a conseguir la categoría y perdurabilidad de bandas contemporáneas del lugar, como Magazine, Joy Division, Buzzcocks o The Fall. Paralemanente con Manicured Noise, bandas como Ludus y The Distrations (con los que Kadmon iría a parar) también acabarían en el mismo camino. La banda se separó tras lanzar dos sencillos, Faith y Metronome, y Walsh y Nuttal continuaron juntos para ir a Londres para formar una banda.

### En Argentina
En Londres, vive compartiendo habitación con la ex-mánager de Manicured Noise, Linda, cuyo novio era en ese entonces Luca Prodan, a quien conoce por medio de ella. Prodan era un fanático del rock británico y testigo de las escenas punk y new wave de Londres y Mánchester, pero adicto a la heroína. Los problemas lo habían obligado al cabo de un tiempo a viajar a Argentina. Al regresar, Prodan invita a Nuttal que también se vaya a ese país. Esto la puso al comienzo indecisa, ya que "la decisión no era tan sencilla", según declaró a Página 12 en 2001, continuando que incluso sus padres le respondían "No sabés lo que te puede pasar allá". Finalmente, aceptó la propuesta, partiendo a la capital de Argentina, Buenos Aires, el 13 de octubre de 1981.
Su integración a Sumo, fue consolidada cuando su amante en esa época, Luca Prodan, la convenció de integrar una banda en Argentina, ya que ella residía en Londres en ese momento. En su estadía en Argentina, Stephanie tocó con baterías Colombo de la ciudad de La Plata.

### Retorno a Inglaterra y actualidad
Pasado un tiempo, tuvo que regresar a Inglaterra debido al contexto bélico que se daba en aquella época debido a la Guerra de las Malvinas. Tras su salida, fue reemplazada por Alejandro Sokol en la batería.
En los últimos años ha sido contactada para contar su amistad con Luca Prodan y sus años con Sumo, y también relatar su previa experiencia con Manicured Noise. En 2007, apareció en el documental Luca; en donde relata sus primeros años como baterista de Manicured Noise y su paso por Sumo.